# Loren
Loren är en sjö i Tranås kommun och Ödeshögs kommun i Småland och ingår i Motala ströms huvudavrinningsområde. Sjön har en area på 1,59 kvadratkilometer och ligger 202 meter över havet. Sjön avvattnas av vattendraget Noån.

## Delavrinningsområde
Loren ingår i det delavrinningsområde (644036-143850) som SMHI kallar för Utloppet av Loren. Medelhöjden är 213 meter över havet och ytan är 6,81 kvadratkilometer. Det finns inga delavrinningsområden uppströms utan avrinningsområdet är högsta punkten. Noån som avvattnar avrinningsområdet har biflödesordning 3, vilket innebär att vattnet flödar genom totalt 3 vattendrag innan det når havet efter 218 kilometer. Delavrinningsområdet består mestadels av skog (67 procent). Avrinningsområdet har 1,6 kvadratkilometer vattenytor vilket ger det en sjöprocent på 23,4 procent.